# Blechnum brasiliense
Blechnum brasiliense es una especie de helecho perteneciente a la familia Blechnaceae. Es originaria de Sudamérica. Actualmente su nombre aceptado es Neoblechnum brasiliense (Desv.) Gasper & V.A.O. Dittrich (2024)

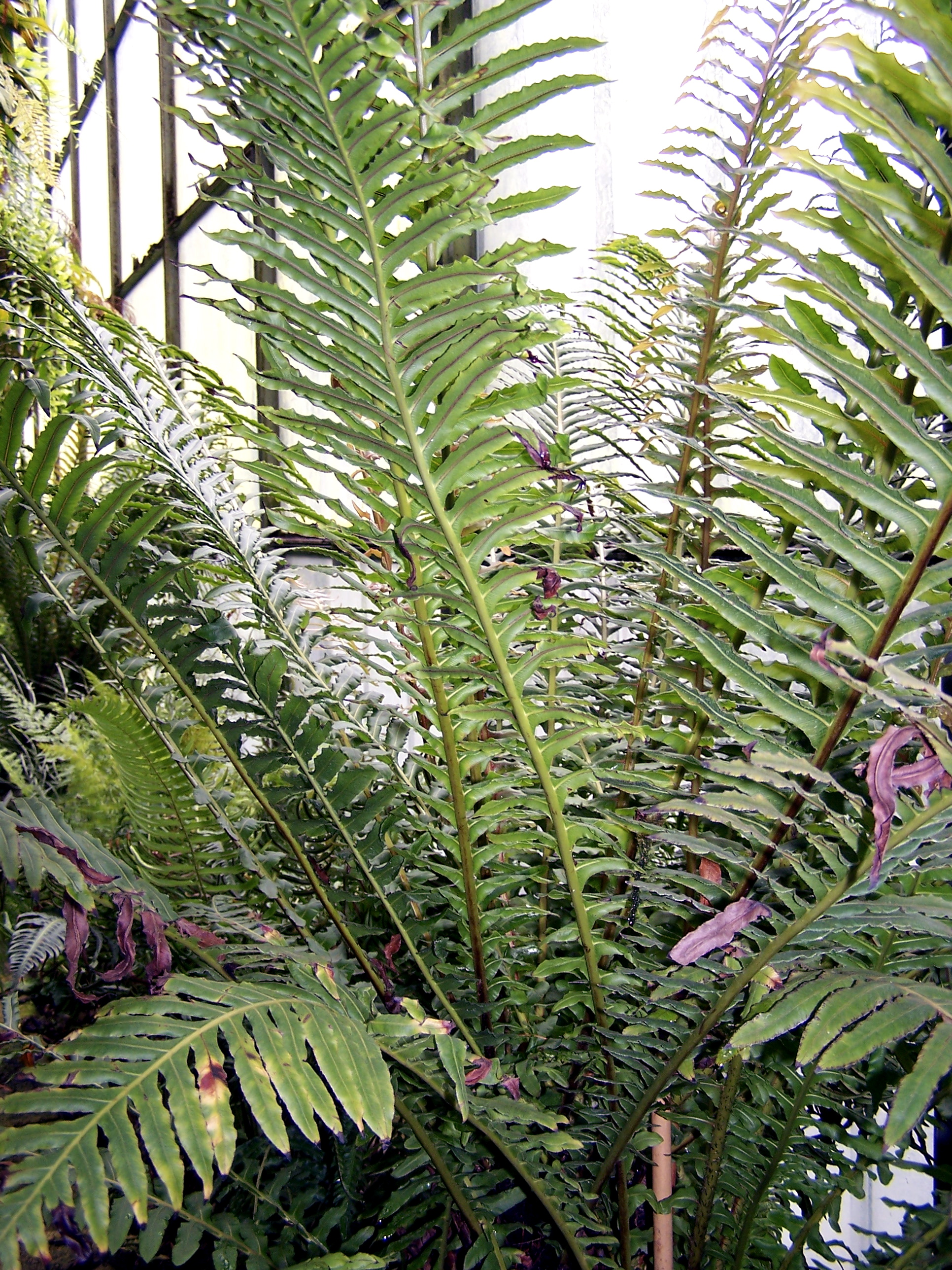
Detalle de las frondas

## Descripción
Es un helecho con rizoma erecto, no estolonífero, las escamas de 1-2 x 0.1-0.3 mm, lineares a lanceoladas, concoloras, pardo oscuro a negras, enteras; hojas estériles y fértiles monomorfas; pecíolo de 2-12 cm, pardo o negro en la base; lámina 50-120 x 20-40 cm, pinnatisecta o 1-pinnada basalmente, glabra, atenuada gradualmente hacia la base, el ápice pinnatífido; yemas ausentes; pinnas 30-50 pares, 8-22 x 1-2.2 cm, ascendentes, no involutas, serradas, la base anchamente adnata, sursumcurrentes, las basales auriculiformes, obtusas; raquis y costas pajizos a pardo claro, glabros; aeróforos ausentes.

## Distribución y hábitat
Se encuentra en matorrales pantanosos a una altitud de 1200-1500 metros, en Guatemala, Colombia, Venezuela, Ecuador, Perú, Bolivia, Brasil, Paraguay, Uruguay y Argentina.

## Taxonomía
Blechnum brasiliense fue descrita por Nicaise Augustin Desvaux  y publicado en Der Gesellschaft Naturforschender Freunde zu Berlin Magazin für die neuesten Entdeckungen in der Gesammten Naturkunde 5: 330. 1811.
Sinonimia
- Blechnum corcovadense Raddi
- Blechnum fluminense Vell.
- Blechnum nigrosquamatum Gilbert
- Blechnum nitidum C. Presl[2]